# Хойм
Хойм (на немски: Hoym) е част от град Зеланд в Саксония-Анхалт, Германия с 2570 жители (към 31 декември 2007).
Намира се на ок. 12 km западно от Ашерслебен. На 15 юли 2009 г. е в новата община Зеланд.
Хойм е споменат за пръв път в документ през 961 г. Хойм е от 1721 г. столица на княжество Анхалт-Бернбург-Шаумбург-Хойм.
- Хойм (2015)
- Дворец Хойм (2015)
- Градската църква Св. Йоханис в Хойм